# جایزه بزرگ فرانسه ۱۹۵۹
جایزه بزرگ فرانسه ۱۹۵۹ (انگلیسی: ‎1959 French Grand Prix‎) یک مسابقهٔ موتوری در رشتهٔ اتومبیل‌رانی فرمول یک بود که در تاریخ ۵ ژوئیهٔ ۱۹۵۹ در رنس-گویو واقع در رنس، فرانسه برگزار شد. این گراند پری در میان ۹ گراند پری در فصل ۱۹۵۹، مسابقهٔ شمارهٔ ۴ بود.
در این مسابقه که در ۵۰ دور و به مسافت ۴۱۷٫۳۸۳ کیلومتر (۲۵۹٫۳۵۰ مایل) برگزار شد، پول پوزیشن توسط تونی بروکز کسب شد و سریع‌ترین زمان برای طی یک دور پیست که برابر با ۲:۲۲٫۸ بود نیز توسط استیرلینگ ماس به ثبت رسید.
تونی بروکز از تیم فراری، فیل هیل از تیم فراری و جک برابام از تیم کوپر-کلیمکس به‌ترتیب مقام‌های اول تا سوم مسابقه را کسب کردند.

## رده‌بندی قهرمانی پس از مسابقه
|       | جایگاه | راننده       | امتیاز |
| ----- | ------ | ------------ | ------ |
|       | ۱      | جک برابام    | ۱۹     |
| ۲     | ۲      | تونی بروکز   | ۱۴     |
| ۶     | ۳      | فیل هیل      | ۹      |
| ۲     | ۴      | یواخیم بونیر | ۸      |
| ۲     | ۵      | راجر وارد    | ۸      |
| منبع: |        |              |        |

|       | جایگاه | سازنده       | امتیاز |
| ----- | ------ | ------------ | ------ |
|       | ۱      | کوپر-کلیمکس  | ۱۸     |
| ۱     | ۲      | فراری        | ۱۶     |
| ۱     | ۳      | بی‌آرام       | ۸      |
|       | ۴      | لوتوس-کلیمکس | ۳      |
| منبع: |        |              |        |

یادداشت
- تنها پنج جایگاه نخست از هر رده‌بندی نمایش داده شده‌است.